# Aeletes negrei
Aeletes negrei är en skalbaggsart som beskrevs av Yélamos 1998. Aeletes negrei ingår i släktet Aeletes och familjen stumpbaggar. Inga underarter finns listade i Catalogue of Life.